# Charles-Gustave Walravens
Pour les articles homonymes, voir Walravens.
Charles-Gustave Walravens (né à Enghien, le 28 juin 1841 ; mort à Tournai, le 19 février 1915) est un prélat belge, le 93e évêque de Tournai.

## Biographie
Walravens passe la majeure partie de sa vie à Tournai, au service de l'Église.
À l'âge de 24 ans, le 1er avril 1865, il est ordonné diacre. Peu après, le 10 juin 1865, il est ordonné prêtre par Gaspard-Joseph Labis.
Le 28 janvier 1897, Walravens est nommé évêque titulaire de Samosate (de) et évêque auxiliaire de Tournai. Il est ordonné pour ces deux nominations le 24 février 1897 par Isidore-Joseph Du Rousseaux. Plus tard la même année, le 16 décembre, il est nommé évêque de Tournai.

## Décès
Walravens meurt à Tournai le 19 février 1915 :  la Première Guerre mondiale fait rage et la Belgique est un pays occupé. Cela entraîne des complications en rapport avec la succession Son successeur n'est nommé qu'à la fin de 1915.

## Église épiscopale

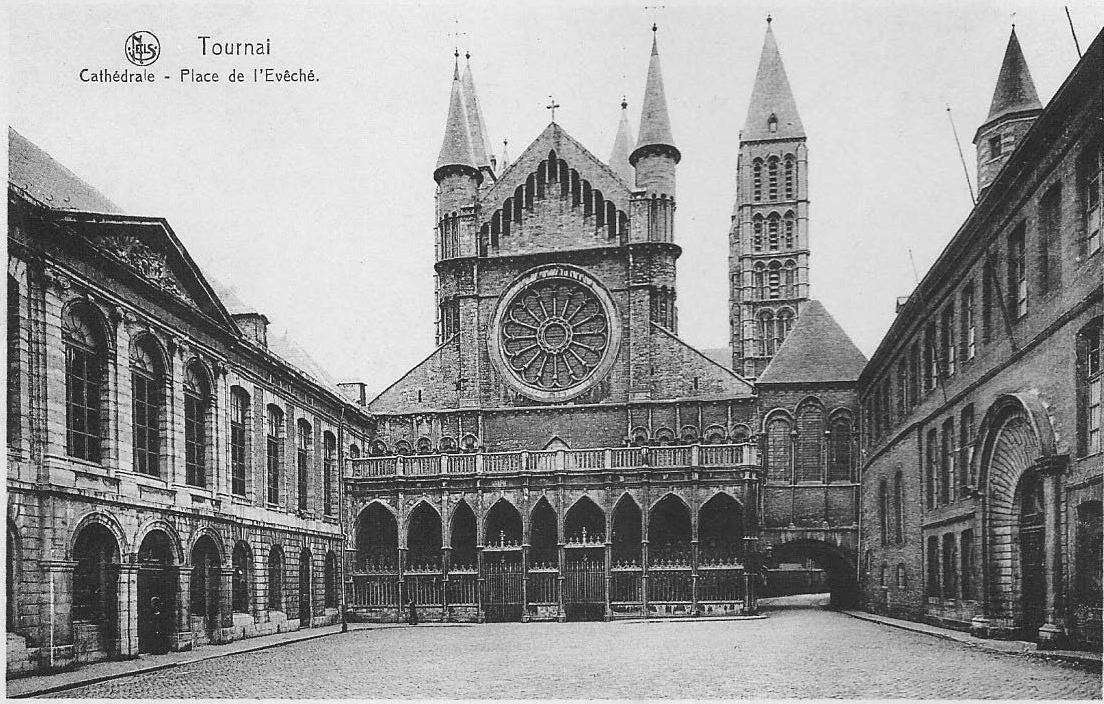
Cathédrale à Tournai.